# Муравьево (Грязовецкий район)
Муравьево — деревня в Грязовецком районе Вологодской области.
Входит в состав Комьянского муниципального образования, с точки зрения административно-территориального деления — в Комьянский сельсовет.
Расстояние по автодороге до районного центра Грязовца — 33 км, до центра муниципального образования Хорошево — 10,9 км. Ближайшие населённые пункты — Крутец, Евсюково, Берендеево, Богослово, Косарово.
По переписи 2002 года население — 1 человек.
В Муравьево родилась Зязина, Ольга Васильевна (1904 - 1986) — председатель колхоза «Ударник», Герой Социалистического Труда